# Bletilla ochracea
Espèce
Statut CITES
Bletilla ochracea est une espèce d'orchidées du genre Bletilla originaire de Chine.